# Rivière Béthune
Pour les articles homonymes, voir Bethune.
Ne doit pas être confondu avec Béthune (rivière).
La rivière Béthune coule entièrement dans Senneterre (ville), dans la municipalité régionale de comté de La Vallée-de-l'Or, dans la région administrative de l'Abitibi-Témiscamingue, au Québec, au Canada.
La rivière Béthune est située entre le réservoir Gouin (côté nord-est) et le réservoir Cabonga (côté sud-ouest). Le cours de la rivière Béthune traverse vers l'ouest le territoire de la Zec Festubert, soit les cantons de Festubert et de Lens. La rivière Béthune constitue un affluent de la rive sud-ouest de la rivière Camachigama, laquelle coule généralement vers le sud-ouest jusqu'au lac Bouchette. Ce lac est traversé vers le sud-ouest par la rivière des Outaouais.
La surface de la rivière Béthune est généralement gelée de la mi-décembre jusqu'au début avril. La foresterie constitue la principale activité économique ; les activités récréotouristiques arrivent en second rang grâce aux activités sur la zec Festubert.

## Géographie

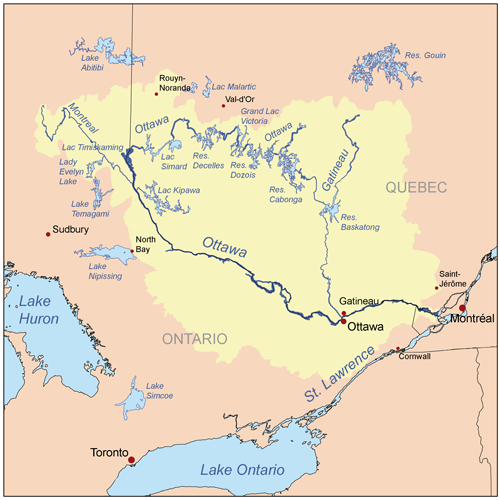
Bassin versant de la rivière des Outaouais

Les bassins versants voisins de la rivière Béthune sont :
- côté nord : rivière Camachigama, rivière Capitachouane, lac Festubert ;
- côté est : lac Festubert, rivière Festubert ;
- côté sud : rivière Festubert, rivière des Outaouais ;
- côté ouest : rivière Camachigama, lac Camachigama.

Le lac Rust (longueur : 0,8 km ; altitude : 448 m), situé dans le canton de Festubert, dans le territoire de Senneterre (ville), constitue le lac de tête de la rivière Béthune.
L'embouchure du lac de tête (côté sud-ouest du lac) se situe à :
- 12,1 km à l'est de la confluence de la rivière Béthune ;
- 79,6 km au nord-est de la confluence de la rivière Camachigama ;
- 25,4 km au nord-est du Lac Camachigama ;
- 112,1 km au sud-est du centre-ville de Senneterre (ville) ;
- 72,6 km au sud-est d’une baie du réservoir Gouin.

Cours de la rivière
À partir de l'embouchure du lac Rust, la rivière Béthune coule généralement vers l'est sur 16,2 km :
- 3,1 km vers le sud-ouest, en traversant sur 2,1 km le Lac Learmont (altitude : 444 m) jusqu'à son embouchure situé au sud-est ;
- 3,0 km vers l'ouest, en traversant sur 2,7 km le Lac de la Colombe (altitude : 437 m) jusqu’à son embouchure ;
- 1,4 km vers le nord-ouest, en traversant le lac Saar (altitude : 428 m) jusqu’à son embouchure situé au sud-est ;
- 3,8 km vers le nord-ouest en récupérant la décharge (venant du sud) des lacs Courcelette, Penhale et Gérald, puis en formant un crochet vers le sud, jusqu'à la limite du canton de Lens ;
- 4,9 km vers l'ouest dans le canton de Lens, jusqu'à la confluence de la rivière[2].

La rivière Béthune se déverse au fond d'une petite baie de la rive est d'un petit lac formé par l'élargissement de la rivière Camachigama.
La confluence de la rivière Béthune se situe à :
- 13,6 km au nord-est du lac Camachigama ;
- 86,8 km au nord-est de la route 117 ;
- 102,6 km au sud-est du centre-ville de Senneterre ;
- 130 km à l'est du centre-ville de Val-d’Or.

## Toponymie
Béthune est un patronyme de famille d'origine française et constitue une commune française située dans le département du Pas-de-Calais en région Hauts-de-France.
Le toponyme rivière Béthune a été officialisé le 5 décembre 1968 à la Commission de toponymie du Québec.